# Baltofinski narodi
Baltofinski narodi (Balto-Finci).- Najpoznatija i najbrojnija grupa finskih naroda nastanjena u području Finskog zaljeva u Finskoj, Estoniji, Rusiji (Karelija) i susjednim područjima. Balto-Fincima pripadaju pravi Finci, Vepsi, Karelijci (Karjalaiset), Ingri, Voti i Estonci, a najbliži srodnici su im Povolški Finci i Permjaci. Među ovim narodima razlikuju se i manje skupine koje govore vlastitim jezicima, takvi su Ludi, mogući ogranak Vepsa, naseljenih u Kareliji s oko 5000 duša (2000.). Među Estoncima razlikuju se Võrokõsõq s jugoistoka Estonije, i možda sveukupno 70.000 pripadnika. Drugi estonski ogranak su Setos (Setoq) iz Estonije i susjedne Rusije, te populacijom od oko 10.000 pripadnika. Oloneci se razlikuju svojim jezikom među Karelijcima, a ima ih preko 14.000 u Kareliji. Među pravim Fincima nalazimo također više lokalnih skupina, to su Kveni ili Kveenit u Norveškoj, nadalje Tavasti ili Hämäläiset;  Pohjalaiset u provincijama Wasa i Oulu, i još neki.

## Vanjske poveznice
- A Heroic Tale’s Travel From Siberia To The Balto-Finnic Peoples